# Hôtel de ville de Karlovy Vary
 (novembre 2023).
L'Hôtel de ville (en tchèque : Městský dům ; originairement en allemand Stadthaus), est le siège des autorités communales de la ville thermale de Karlovy Vary en Tchéquie. Il a été construit selon le projet de l'architecte Alfred Bayer en 1892-1893.
Le bâtiment a été déclaré monument culturel protégé depuis le 22 mai 1991.

## Histoire
L'ancien hôtel de ville de Karlovy Vary sur la place du marché fut démoli en 1875, remplacé ensuite par la nouvelle Stadthaus, construite de 1892 à 1893 en style néo-Renaissance nordique. L'édifice a servi jusqu'à la Seconde Guerre mondiale.
En 1957, la société de Bains de l'État tchécoslovaque a été fondée, responsable de l'entretien et de la gestion de l'industrie thermale. Sa direction y a installé son siège. Le bâtiment a été utilisé jusqu'à la Révolution de velours en 1989, après quoi les bains publics tchécoslovaques ont été abolis.
En 1991, l'édifice a été déclaré monument culturel.
Dans les années 2010-2012, il a été restauré selon le projet de l'architecte Břetislav Kubíček et a retrouvé son ancien caractère architectural, ainsi que son surnom de Menuet.

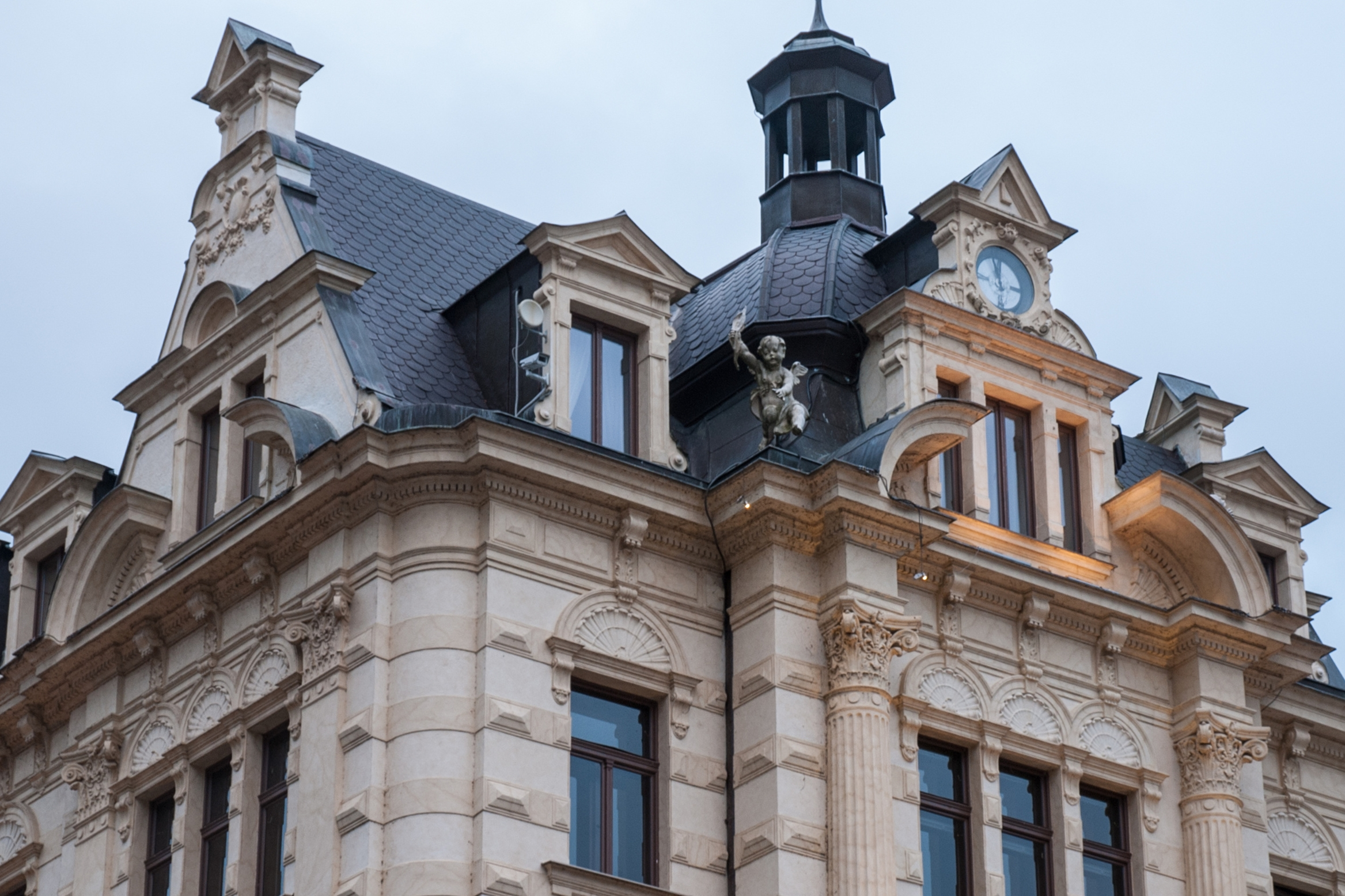

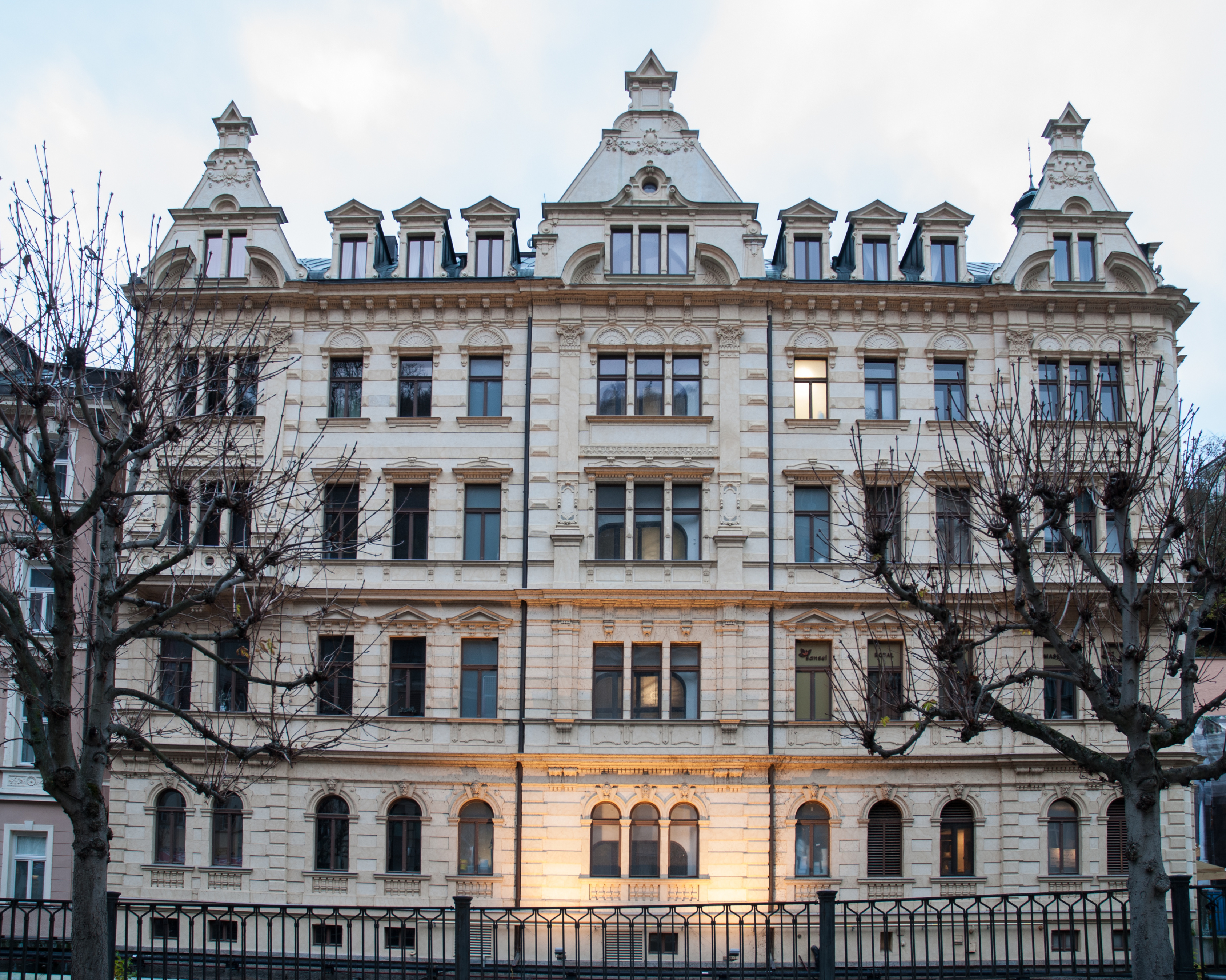

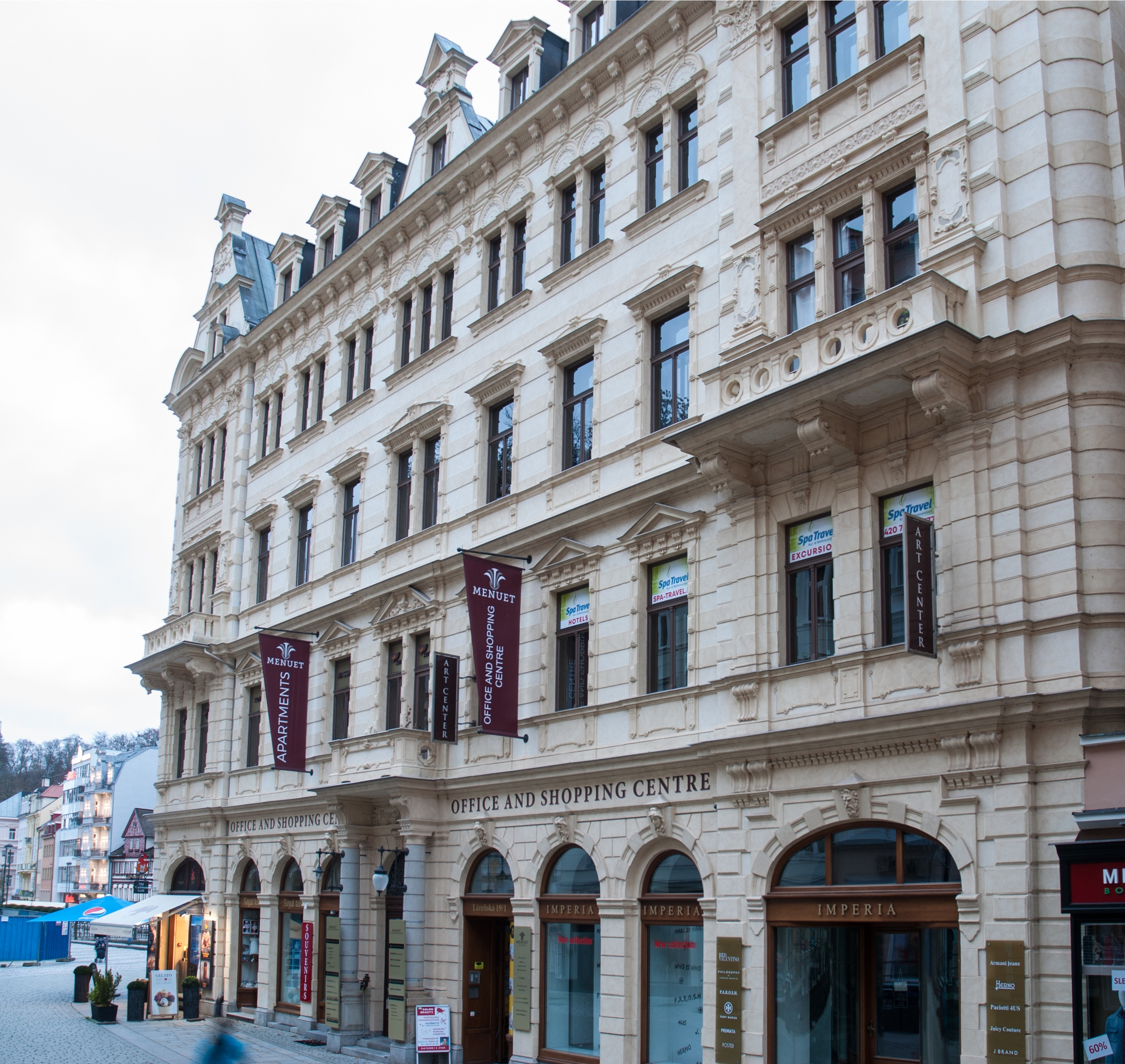